# Айзенменгер, Артур
А́ртур Айзенме́нгер (нем. Arthur Eisenmenger; 20 октября 1914, Базель, Швейцария — 19 февраля 2002, Айслинген, Германия) — европейский дизайнер, главный графический художник Европейских сообществ. По неподтверждённым данным, автор символа евро (€).

## Биография
Айзенменгер родился в Швейцарии, но детство провёл в Швабии. Изучал искусство. Во время операции «Берлинский воздушный мост» в 1948—1949 годах его графические изображения сложных воздушных операций помогли американскому генералу Люсиусу Клею обеспечить успех полётов снабжения в блокированную СССР западную часть Берлина. Айзенменгер сделал карьеру государственного служащего в Бюро официальных публикаций, органе Европейских сообществ в Люксембурге. Там он возглавлял графический отдел до выхода на пенсию. Согласно его собственному рассказу, за свою профессиональную карьеру он разработал, среди прочего, сертификационный символ СЕ и синий флаг Европейских сообществ с венком из белых звёзд.
По собственному заявлению, незадолго до выхода на пенсию в 1974—1975 годах, он разработал знак, который сейчас известен как символ евро. Европейская комиссия, напротив, заявляла, что символ евро был разработан командой из четырёх человек, которые не были названы.

Знак CE

Знак евро

В 1999 году по инициативе евродепутата и члена партии Христианско-демократический союз Райнера Виланда Айзенменгер был награжден медалью Роберта Шумана от фракции Европейской народной партии Европейского парламента за заслуги в объединении Европы.
Айзенменгер был женат, в последние годы жил в немецком городе Айслингене.